# Darkdancer
Darkdancer es el segundo álbum de estudio de Les Rythmes Digitales. Fue lanzado en mayo de 1999, y fue aclamada por los críticos, mucho más que su primer álbum Libération. Después, el músico británico Stuart Price, el único miembro de Les Rythmes Digitales, comenzó a ganar atención por sus colaboraciones con artistas como Madonna. Darkdancer fue relanzado el 5 de septiembre de 2005 en Reino Unido como msterial doble CD/DVD incluyendo canciones inéditas, remixes y los videos para «(Hey You) What's That Sound?» y «Sometimes».
El álbum fue incluido en el libro 1001 álbumes que deberías oír antes de morir.

## Lista de canciones
1. «Dreamin'» – 3:33
2. «Music Makes You Lose Control» – 3:46
3. «Soft Machine» – 3:36
4. «Hypnotise» – 4:52
5. «(Hey You) What's That Sound?» – 4:12
6. «Take A Little Time» (featuring Shannon) – 3:29
7. «From: Disco To: Disco» – 3:51
8. «Brothers» – 4:08
9. «Jacques Your Body (Make Me Sweat)» – 3:30
10. «About Funk» – 5:42
11. «Sometimes» (featuring Nik Kershaw) – 4:57
12. «Damaged People» – 6:39

La edición estadounidense, lanzada en Astralwerks en octubre de 1999, también contiene «MDC Vendredi» como pista 9.

### Edición expandida
El relanzamiento en 2005 contiene los videos «(Hey You) What's That Sound?» y «Sometimes», así también como canciones adicionales en el DVD:
1. «Jacques Your Body (Make Me Sweat)» (Club Mix)'
2. «Music Makes You Lose Control» (LRD Mix)
3. «Steps Ahead»
4. «(Hey You) What's That Sound? (LRD Remix)»
5. «Energy»
6. «Sometimes (Junior Sanchez Remix)»
7. «Nancy Jamaica»
8. «Jacques Your Body» (Cassius Remix Edit)

## Alusiones y referencias
- "Jacques Your Body" rinde homenaje a una canción de Steve "Silk" Hurley, titulado "Jack Your Body".
- "Music Makes You Lose Control" contiene un sample de la canción "Body Work" de la banda de música disco Hot Streak, original de 1983. El mismo sample fue utilizada por Missy Elliott en el año 2005 en la canción "Lose Control".
- La canción "(Hey You) What's That Sound" contiene el sample del éxito del 1995 "I Wish" perteneciente al rapero Skee-Lo.
- "From: Disco To: Disco" contiene el sample de una canción de Whirlpool Productions del mismo nombre.